# Davorin Zupanič
Davorin Zupanič, slovenski in srbski dirigent, glasbenik, * 18. julij 1912, Gradec, † 20. november 1983, Novi Sad.
Davorin Zupanič (tudi Županič ali Županić) se je rodil 18. julija 1912  v avstrijskem Gradcu  nemško-madžarski materi Jeleni Zupanič, roj. Helene Papp (1887-1962) in hrvaškemu očetu Davorinu Turkoviću  (1883-1944) iz družine Turković  iz Kutjeva. Ob starosti 10 let  leta 1922  ga je adoptiral soprog njegove matere dr. Niko Zupanič, ob tem je dobil tudi očimov priimek Zupanič. Davorin Zupanič je tako od leta 1922 živel v Sloveniji, kjer je končal gimnazijo ter nižjo in srednjo stopnjo Konservatorija za glasbo v Ljubljani. Leta 1936 je diplomiral na visoki stopnji 
ljubljanskega konservatorija s področja kompozicije, dirigiranja in klavirja. V času študija se je učil tudi solo petja pri Juliju Betettu. Iz dirigiranja se je izpopolnjeval v Frankfurtu  in na Dunaju (Savić, 2013). 
Prvič se je poročil z Ljiljano Korunović iz Beograda, ki je na ljubljanskem konservatoriju študirala solo petje.  Ljiljana je bila hčerka vodilnega srbskega arhitekta med obema svetovnima vojnama Momirja Korunovića (imenovanega tudi srbski Gaudi), ki je študiral v Pragi, Parizu in Rimu in je bil med drugim tudi arhitekt  srbske  pravoslavne cerkve v Ljubljani v bližini Narodne galerije. Davorin Zupanič je bil poročen trikrat. Iz prvega zakona z Ljiljano Korunović je imel tri otroke, Nauma, Jeleno in Aleksandra. Hčerka  Jelena Županić Vintila (1941-2014) je bila solistka baleta v sarajevski operi. Davorin Zupanič je imel polsestro Veroniko Zupanič Kralj (1922-2016), ki je bila profesorica klavirja.  Po očetu Davorinu Turkoviću je imel dva polbrata, Petra Turkovića (1921-1996) in Nikolo Turkovića (1923-2021).
Davorin Zupanić je kariero  začel kot korepetitor v ljubljanski operi.  Ko se je po poroki z Ljiljano Korunović  preselil v Beograd, je bil tam kmalu angažiran tudi kot dirigent Narodnog pozorišta v Beogradu.  V  Beogradu  je po osvoboditvi  kot šef dirigent vodil orkester  Doma JLA v Beogradu  in hkrati dirigiral predstave v beograjski operi, od koder je prišel leta 1950 v Srpsko narodno pozorište (SNP) v  Novem Sadu po odhodu prejšnjega stalnega  dirigenta. Potreba po novem dirigentu v SNP Novi Sad je bila takrat še toliko bolj izrazita, ker je bil tistega leta  ustanovljen tudi baletni ansambel SNP in je zato število predstav precej narastlo. Zupanič  ni dolgo ostal stalno zaposlen v SNP, kjer je bil direktor Opere SNP od 1. septembra 1950 do 31. avgusta 1954 (Savić, 2013), vendar je bil prisoten v   najpomembnejšem obdobju formiranja profesionalnih opernih in orkestrskih kolektivov Opere SNP. Od leta 1950 je Zupanič tako kot direktor Opere SNP v Novem Sadu   uspešno izvajal kadrovsko in umetniško politiko v luči formacije kvalitetnih ansamblov  opere in baleta SNP z dolgoročno umetniško vizijo. Konec leta 1954 je dal Zupanič v  SNP  v Novem Sadu odpoved kot direktor in stalni dirigent in odšel za nekaj časa v Nemčijo, vendar se je v SNP Novi Sad kasneje vračal kot gostujoči dirigent (Savić, 2013).  Nekaj časa je bil Zupanić  tudi dirigent in direktor Skopske opere (Makedonija), pa tudi profesor na tamkajšnji Akademiji za glasbo. Zupanič je dirigiral  tudi zboru in  orkestru  Radio-televizije Beograd (RTB) (Grbović, 2023; Maksimović Šašić, 2023). Veliko pa je nastopal tudi kot gostujoči dirigent v različnih državah v balkanski in srednje-evropski regiji, največ v Nemčiji.  V  zadnjem delu svoje kariere je bil zaposlen kot glasbeni urednik Radia Novi Sad in Beograd. Kot dirigent je skupaj z več opernimi pevci izdal več plošč .  Po končani karieri je ostal v Novem Sadu do svoje smrti 20. novembra 1983. 